# Vòng loại và vòng play-off UEFA Europa League 2016–17
Vòng loại và vòng play-off UEFA Europa League 2016–17 bắt đầu vào ngày 28 tháng 6 và kết thúc vào ngày 25 tháng 8 năm 2016. Có tổng cộng 154 đội bóng tham dự vòng loại và vòng play-off để chọn ra 22 đội trong 48 đội bóng tham dự Vòng bảng của UEFA Europa League 2016–17.
Thời gian tính theo múi giờ CEST (UTC+2).

## Vòng đấu và ngày bốc thăm
Lịch trình của giải đấu như sau (Tất cả trận đấu được bốc thăm bởi UEFA tại Nyon, Thụy Sĩ, trừ khi có sự điều chỉnh khác).
| Vòng đấu           | Ngày bốc thăm và thời gian | Lượt đi             | Lượt về             |
| ------------------ | -------------------------- | ------------------- | ------------------- |
| Vòng loại thứ nhất | 20 tháng 6 năm 2016, 13:00 | 30 tháng 6 năm 2016 | 7 tháng 7 năm 2016  |
| Vòng loại thứ hai  | 20 tháng 6 năm 2016, 14:30 | 14 tháng 7 năm 2016 | 21 tháng 7 năm 2016 |
| Vòng loại thứ ba   | 15 tháng 7 năm 2016, 13:00 | 28 tháng 7 năm 2016 | 4 tháng 8 năm 2016  |
| Vòng Play-off      | 5 tháng 8 năm 2016, 13:00  | 18 tháng 8 năm 2016 | 25 tháng 8 năm 2016 |

Trận đấu cũng có thể được diễn ra vào thứ Ba hoặc thứ Tư thay vì các ngày Thứ Năm bình thường do kế hoạch ban đầu bị thay đổi.

## Các đội bóng
Tổng cộng có 154 đội tham gia vòng loại và vòng play-off (bao gồm 15 đội thua ở vòng loại thứ ba Champions League. Chọn ra 22 đội bóng giành thắng lợi ở vòng play-off cùng với 16 đội tham gia trực tiếp và 10 đội thất bại ở Vòng Play-off Champions League.
| Chú thích màu sắc                               |
| ----------------------------------------------- |
| Đội thắng ở vòng Play-off để tham dự Vòng bảng' |

| Đội bóng              | Coeff  |
| --------------------- | ------ |
| Shakhtar Donetsk[CL]  | 81.976 |
| Olympiacos[CL]        | 70.940 |
| Anderlecht[CL]        | 54.000 |
| Fenerbahçe[CL]        | 40.920 |
| Sparta Prague[CL]     | 40.585 |
| PAOK[CL]              | 37.440 |
| BATE Borisov[CL]      | 34.000 |
| Qarabağ[CL]           | 13.475 |
| Rosenborg[CL]         | 12.850 |
| Astana[CL]            | 12.575 |
| Astra Giurgiu[CL]     | 11.076 |
| Red Star Belgrade[CL] | 7.175  |
| Dinamo Tbilisi[CL]    | 5.875  |
| Trenčín[CL]           | 5.400  |
| Partizani Tirana[CL]  | 1.575  |

| Đội bóng            | Coeff  |
| ------------------- | ------ |
| AZ                  | 43.612 |
| Lille               | 29.549 |
| Saint-Étienne       | 26.049 |
| Gent                | 25.000 |
| Krasnodar           | 24.216 |
| Rapid Wien          | 23.520 |
| Slovan Liberec      | 22.085 |
| Spartak Moscow      | 19.216 |
| West Ham United     | 16.256 |
| Hertha BSC          | 16.035 |
| Panathinaikos       | 14.940 |
| Rijeka              | 14.275 |
| Sassuolo            | 14.087 |
| Rio Ave             | 13.616 |
| Vorskla Poltava     | 11.976 |
| Arouca              | 10.616 |
| Apollon Limassol    | 10.435 |
| Mladá Boleslav      | 10.085 |
| FC Oleksandriya     | 8.976  |
| Luzern              | 8.775  |
| AEK Athens          | 7.940  |
| İstanbul Başakşehir | 7.920  |
| Heracles Almelo     | 7.112  |
| Pandurii Târgu Jiu  | 7.076  |
| Viitorul Constanța  | 5.076  |

| Đội bóng              | Coeff  |
| --------------------- | ------ |
| Genk                  | 36.000 |
| Maribor               | 21.625 |
| Austria Wien          | 19.020 |
| Partizan              | 16.925 |
| Maccabi Haifa         | 11.725 |
| Hajduk Split          | 10.775 |
| Grasshopper           | 9.755  |
| Strømsgodset          | 7.850  |
| Osmanlıspor           | 6.920  |
| Slavia Prague         | 6.585  |
| BK Häcken             | 5.975  |
| PAS Giannina          | 5.940  |
| CSMS Iași             | 5.076  |
| Piast Gliwice         | 5.000  |
| Levski Sofia          | 4.375  |
| Torpedo-BelAZ Zhodino | 4.250  |
| Hibernian             | 3.960  |
| SønderjyskE           | 3.720  |

| Đội bóng              | Coeff  |
| --------------------- | ------ |
| Maccabi Tel Aviv      | 20.225 |
| Midtjylland           | 14.720 |
| HJK                   | 10.980 |
| Dinamo Minsk          | 10.000 |
| Omonia                | 9.935  |
| Neftçi Baku           | 9.725  |
| AEK Larnaca           | 9.435  |
| AIK                   | 8.975  |
| Slovan Bratislava     | 8.900  |
| Videoton              | 8.725  |
| Aktobe                | 8.075  |
| Vojvodina             | 7.925  |
| Shakhtyor Soligorsk   | 7.500  |
| Spartak Trnava        | 7.400  |
| Brøndby               | 7.220  |
| IFK Göteborg          | 6.475  |
| Debrecen              | 6.475  |
| Heart of Midlothian   | 6.460  |
| Ventspils             | 6.075  |
| Admira Wacker Mödling | 6.020  |
| Lokomotiva            | 5.775  |
| KR                    | 5.750  |
| Dila Gori             | 5.625  |
| Aberdeen              | 5.460  |
| Odd                   | 5.350  |
| Gabala                | 5.225  |
| Rabotnički            | 5.200  |
| Vaduz                 | 4.850  |
| Kairat                | 4.825  |
| Differdange 03        | 4.800  |
| Shamrock Rovers       | 4.590  |
| St Patrick's Athletic | 4.590  |
| Zagłębie Lubin        | 4.500  |
| Cracovia              | 4.500  |
| Linfield              | 4.400  |
| Dacia Chișinău        | 4.325  |
| Beitar Jerusalem      | 4.225  |
| Stabæk                | 4.100  |
| Kukësi                | 4.075  |
| Čukarički             | 3.925  |
| Levadia Tallinn       | 3.850  |
| Nõmme Kalju           | 3.850  |
| Pyunik                | 3.825  |
| Zimbru Chișinău       | 3.825  |
| Breiðablik            | 3.750  |
| Široki Brijeg         | 3.675  |
| Beroe Stara Zagora    | 3.625  |
| Domžale               | 3.625  |
| Ordabasy              | 3.575  |
| Fola Esch             | 3.550  |
| Cliftonville          | 3.400  |
| Rudar Pljevlja        | 3.225  |
| HB                    | 3.225  |
| Gorica                | 3.125  |
| Chikhura Sachkhere    | 3.125  |
| Shirak                | 3.075  |
| Budućnost Podgorica   | 2.975  |
| Kapaz                 | 2.975  |
| Birkirkara            | 2.966  |
| Shkëndija             | 2.950  |
| Víkingur Gøta         | 2.725  |
| Slavia Sofia          | 2.625  |
| MTK Budapest          | 2.475  |
| Hibernians            | 2.466  |
| Spartak Myjava        | 2.400  |
| Sūduva Marijampolė    | 2.175  |
| Jeunesse Esch         | 2.050  |
| RoPS                  | 1.980  |
| Jelgava               | 1.825  |
| Teuta Durrës          | 1.825  |
| Zaria Bălți           | 1.825  |
| Valur                 | 1.750  |
| IFK Mariehamn         | 1.730  |
| Lusitanos             | 1.699  |
| Atlantas              | 1.675  |
| Samtredia             | 1.625  |
| Spartaks Jūrmala      | 1.575  |
| Partizani Tirana[*]   | 1.575  |
| Banants               | 1.575  |
| NSÍ Runavík           | 1.475  |
| Trakai                | 1.425  |
| Radnik Bijeljina      | 1.425  |
| Sloboda Tuzla         | 1.425  |
| Glenavon              | 1.400  |
| Cork City             | 1.340  |
| La Fiorita            | 1.316  |
| Bala Town             | 1.200  |
| Sileks                | 1.200  |
| UE Santa Coloma       | 1.199  |
| Bokelj                | 0.975  |
| Balzan                | 0.966  |
| Infonet Tallinn       | 0.850  |
| Folgore               | 0.816  |
| Europa FC             | 0.700  |
| Llandudno             | 0.700  |
| Connah's Quay Nomads  | 0.700  |

Chú thích
1. CL Thất bại từ Vòng loại thứ ba Champions League.
2. * Partizani Tirana được chuyển từ Vòng loại thứ hai UEFA Champions League 2016–17 để thay Skënderbeu Korçë, đội bóng bị UEFA loại trước đó.[15]

## Vòng loại thứ nhất

### Hạt giống
Tổng cộng 96 đội chơi ở vòng loại đầu tiên. Lễ bốc thăm được tổ chức vào ngày 20 tháng 6 năm 2016. (Lưu ý: Những con số cho mỗi đội đều được UEFA gán trước khi bốc thăm để xác định đội xếp hạt giống và đội không xếp hạt giống.)
| Nhóm 1                                                                                        | Nhóm 1                                                                                               | Nhóm 2                                                                        | Nhóm 2                                                                   | Nhóm 3                                                                        | Nhóm 3                                                                                  |
| Hạt nhóm                                                                                      | Không Hạt nhóm                                                                                       | Hạt nhóm                                                                      | Không Hạt nhóm                                                           | Hạt nhóm                                                                      | Không Hạt nhóm                                                                          |
| --------------------------------------------------------------------------------------------- | --- | ----------------------------------------------------------------------------- | ------------------------------------------------------------------------ | ----------------------------------------------------------------------------- | --------------------------------------------------------------------------------------- |
| Midtjylland (5) Heart of Midlothian (2) Ventspils (4) Linfield (3) Stabæk (1)                 | Víkingur Gøta (6) Sūduva Marijampolė (7) Cork City (8) Infonet Tallinn (9) Connah's Quay Nomads (10) | HJK (2) IFK Göteborg (1) KR (3) St Patrick's Athletic (4) Levadia Tallinn (5) | HB (7) Jeunesse Esch (6) Atlantas (9) Glenavon (8) Llandudno (10)        | Dinamo Minsk (3) Brøndby (2) Aberdeen (1) Shamrock Rovers (5) Nõmme Kalju (4) | Fola Esch (10) RoPS (7) Valur (9) Spartaks Jūrmala (8) Trakai (6)                       |
| Nhóm 4                                                                                        | Nhóm 4                                                                                               | Nhóm 5                                                                        | Nhóm 5                                                                   | Nhóm 6                                                                        | Nhóm 6                                                                                  |
| Hạt nhóm                                                                                      | Không Hạt nhóm                                                                                       | Hạt nhóm                                                                      | Không Hạt nhóm                                                           | Hạt nhóm                                                                      | Không Hạt nhóm                                                                          |
| AIK (1) Shakhtyor Soligorsk (2) Odd (3) Differdange 03 (4) Breiðablik (5)                     | Cliftonville (6) Jelgava (7) IFK Mariehamn (8) NSÍ Runavík (9) Bala Town (10)                        | AEK Larnaca (1) Vojvodina (2) Dila Gori (4) Široki Brijeg (3) Domžale (5)     | Shirak (6) Birkirkara (8) Lusitanos (7) Bokelj (9) Folgore (10)          | Videoton (5) Lokomotiva (2) Rabotnički (3) Čukarički (4) Pyunik (1)           | Ordabasy (6) Budućnost Podgorica (8) Zaria Bălți (7) UE Santa Coloma (9) Europa FC (10) |
| Nhóm 7                                                                                        | Nhóm 7                                                                                               | Nhóm 8                                                                        | Nhóm 8                                                                   | Nhóm 9                                                                        | Nhóm 9                                                                                  |
| Hạt nhóm                                                                                      | Không Hạt nhóm                                                                                       | Hạt nhóm                                                                      | Không Hạt nhóm                                                           | Hạt nhóm                                                                      | Không Hạt nhóm                                                                          |
| Neftçi Baku (4) Admira Wacker Mödling (3) Beitar Jerusalem (2) Kukësi (1) Zimbru Chișinău (5) | Rudar Pljevlja (10) Chikhura Sachkhere (7) Spartak Myjava (8) Sloboda Tuzla (9) Balzan (6)           | Maccabi Tel Aviv (4) Debrecen (2) Gabala (3) Vaduz (1) Beroe Stara Zagora (5) | Gorica (6) Samtredia (8) Radnik Bijeljina (7) La Fiorita (9) Sileks (10) | Omonia (4) Spartak Trnava (2) Kairat (3) Cracovia (1)                         | Shkëndija (5) Hibernians (7) Teuta Durrës (6) Banants (8)                               |
| Nhóm 10                                                                                       | |                                                                               |                                                                          |                                                                               |                                                                                         |
| Hạt nhóm                                                                                      | Không Hạt nhóm                                                                                       |                                                                               |                                                                          |                                                                               |                                                                                         |
| Slovan Bratislava (4) Aktobe (2) Zagłębie Lubin (3) Dacia Chișinău (1)                        | Kapaz (5) Slavia Sofia (6) MTK Budapest (7) Partizani Tirana (8)                                     |                                                                               |                                                                          |                                                                               |                                                                                         |

### Tóm tắt
Các trận lượt đi diễn ra vào các ngày 28 và 30 tháng 6 còn các trận lượt đi diễn ra vào các ngày 5, 6 và 7 tháng 7 năm 2016.

| Đội 1                 | TTS         | Đội 2               | Lượt đi | Lượt về      |
| --------------------- | ----------- | ------------------- | ------- | ------------ |
| Midtjylland           | 2–0         | Sūduva Marijampolė  | 1–0     | 1–0          |
| Heart of Midlothian   | 6–3[A]      | Infonet Tallinn     | 2–1     | 4–2          |
| Connah's Quay Nomads  | 1–0[A]      | Stabæk              | 0–0     | 1–0          |
| Ventspils             | 4–0         | Víkingur Gøta       | 2–0     | 2–0          |
| Linfield              | 1–2         | Cork City           | 0–1     | 1–1          |
| Levadia Tallinn       | 3–1         | HB                  | 1–1     | 2–0          |
| Atlantas              | 1–3         | HJK                 | 0–2     | 1–1          |
| IFK Göteborg          | 7–1         | Llandudno           | 5–0     | 2–1          |
| St Patrick's Athletic | 2–2 (a)     | Jeunesse Esch       | 1–0     | 1–2          |
| KR                    | 8–1         | Glenavon            | 2–1     | 6–0          |
| Shamrock Rovers       | 1–3         | RoPS                | 0–2     | 1–1          |
| Valur                 | 1–10        | Brøndby             | 1–4     | 0–6          |
| Aberdeen              | 3–2         | Fola Esch           | 3–1     | 0–1          |
| Trakai                | 3–5[A]      | Nõmme Kalju         | 2–1     | 1–4          |
| Dinamo Minsk          | 4–1         | Spartaks Jūrmala    | 2–1     | 2–0          |
| Breiðablik            | 4–5         | Jelgava             | 2–3     | 2–2          |
| NSÍ Runavík           | 0–7         | Shakhtyor Soligorsk | 0–2     | 0–5          |
| AIK                   | 4–0         | Bala Town           | 2–0     | 2–0          |
| Differdange 03        | 1–3         | Cliftonville        | 1–1     | 0–2          |
| Odd                   | 3–1         | IFK Mariehamn       | 2–0     | 1–1          |
| Domžale               | 5–2         | Lusitanos           | 3–1     | 2–1          |
| Bokelj                | 1–6         | Vojvodina           | 1–1     | 0–5          |
| AEK Larnaca           | 6–1         | Folgore             | 3–0     | 3–1          |
| Dila Gori             | 1–1 (1–4 p) | Shirak              | 1–0     | 0–1 (s.h.p.) |
| Široki Brijeg         | 1–3         | Birkirkara          | 1–1     | 0–2          |
| Videoton              | 3–2         | Zaria Bălți         | 3–0     | 0–2          |
| UE Santa Coloma       | 2–7         | Lokomotiva          | 1–3     | 1–4          |
| Europa FC             | 3–2[A]      | Pyunik              | 2–0     | 1–2          |
| Čukarički             | 6–3         | Ordabasy            | 3–0     | 3–3          |
| Rabotnički            | 1–2         | Budućnost Podgorica | 1–1     | 0–1          |
| Zimbru Chișinău       | 3–3 (a)     | Chikhura Sachkhere  | 0–1     | 3–2          |
| Sloboda Tuzla         | 0–1         | Beitar Jerusalem    | 0–0     | 0–1          |
| Kukësi                | 2–1         | Rudar Pljevlja      | 1–1     | 1–0          |
| Balzan                | 2–3[A]      | Neftçi Baku         | 0–2     | 2–1          |
| Admira Wacker Mödling | 4–3         | Spartak Myjava      | 1–1     | 3–2          |
| Beroe Stara Zagora    | 2–0         | Radnik Bijeljina    | 0–0     | 2–0          |
| La Fiorita            | 0–7         | Debrecen            | 0–5     | 0–2          |
| Vaduz                 | 5–2         | Sileks              | 3–1     | 2–1          |
| Maccabi Tel Aviv      | 4–0         | Gorica              | 3–0     | 1–0          |
| Gabala                | 6–3         | Samtredia           | 5–1     | 1–2          |
| Teuta Durrës          | 0–6         | Kairat              | 0–1     | 0–5          |
| Spartak Trnava        | 6–0         | Hibernians          | 3–0     | 3–0          |
| Banants               | 1–5         | Omonia              | 0–1     | 1–4 (s.h.p.) |
| Shkëndija             | 4–1         | Cracovia            | 2–0     | 2–1          |
| Slavia Sofia          | 1–3         | Zagłębie Lubin      | 1–0     | 0–3          |
| Aktobe                | 1–3         | MTK Budapest        | 1–1     | 0–2          |
| Partizani Tirana      | w/o[B]      | Slovan Bratislava   | 0–0     | Huỷ bỏ       |
| Kapaz                 | 1–0         | Dacia Chișinău      | 0–0     | 1–0          |

Ghi chú
1. ^ a b c d e Thay đổi ngược lại với lễ bốc thăm.
2. ^ Partizani Tirana thay thế Skënderbeu Korçë ở vòng loại Vòng loại thứ hai UEFA Champions League 2016–17 và Slovan Bratislava được vào thẳng vòng loại thứ hai UEFA Europa League vì Skënderbeu Korçë đã bị UEFA loại khỏi giải đấu.[15]

### Các trận đấu
| Midtjylland | 1–0      | Sūduva Marijampolė |
| ----------- | -------- | ------------------ |
| Onuachu 56' | Chi tiết |                    |

| Sūduva Marijampolė | 0–1      | Midtjylland |
| ------------------ | -------- | ----------- |
|                    | Chi tiết | Novák 16'   |

Midtjylland thắng với tổng tỷ số 2–0.
| Heart of Midlothian                          | 2–1      | Infonet Tallinn |
| -------------------------------------------- | -------- | --------------- |
| - Buaben 28' (ph.đ.) - Kalimullin 36' (l.n.) | Chi tiết | Harin 21'       |

| Infonet Tallinn                 | 2–4      | Heart of Midlothian                          |
| ------------------------------- | -------- | -------------------------------------------- |
| - Harin 51' - Voskoboinikov 63' | Chi tiết | - Paterson 2' - Rossi 9', 52' - Öztürk 45+1' |

Heart of Midlothian thắng với tổng tỷ số 6–3.
| Connah's Quay Nomads | 0–0      | Stabæk |
| -------------------- | -------- | ------ |
|                      | Chi tiết |        |

| Stabæk | 0–1      | Connah's Quay Nomads |
| ------ | -------- | -------------------- |
|        | Chi tiết | Morris 15'           |

Connah's Quay Nomads thắng với tổng tỷ số 1–0.
| Ventspils        | 2–0      | Víkingur Gøta |
| ---------------- | -------- | ------------- |
| Karlsons 5', 37' | Chi tiết |               |

| Víkingur Gøta | 0–2      | Ventspils                               |
| ------------- | -------- | --------------------------------------- |
|               | Chi tiết | - Jemeļins 57' (ph.đ.) - Karlsons 90+2' |

Ventspils thắng với tổng tỷ số 4–0.
| Linfield | 0–1      | Cork City           |
| -------- | -------- | ------------------- |
|          | Chi tiết | Maguire 63' (ph.đ.) |

| Cork City           | 1–1      | Linfield     |
| ------------------- | -------- | ------------ |
| Maguire 49' (ph.đ.) | Chi tiết | Stafford 52' |

Cork City thắng với tổng tỷ số 2–1.
| Levadia Tallinn | 1–1      | HB            |
| --------------- | -------- | ------------- |
| Marin 65'       | Chi tiết | Jespersen 21' |

| HB | 0–2      | Levadia Tallinn                |
| -- | -------- | ------------------------------ |
|    | Chi tiết | - Kobzar 71' - Miranchuk 90+2' |

Levadia Tallinn thắng với tổng tỷ số 3–1.
| Atlantas | 0–2      | HJK              |
| -------- | -------- | ---------------- |
|          | Chi tiết | Morelos 53', 85' |

| HJK               | 1–1      | Atlantas   |
| ----------------- | -------- | ---------- |
| Taiwo 30' (ph.đ.) | Chi tiết | Papšys 76' |

HJK thắng với tổng tỷ số 3–1.
| IFK Göteborg                                                 | 5–0      | Llandudno |
| ------------------------------------------------------------ | -------- | --------- |
| - Engvall 11' - Rieks 12' - Salomonsson 36' - Hysén 79', 81' | Chi tiết |           |

| Llandudno  | 1–2      | IFK Göteborg                       |
| ---------- | -------- | ---------------------------------- |
| Hughes 72' | Chi tiết | - Smedberg-Dalence 36' - Sköld 54' |

IFK Göteborg thắng với tổng tỷ số 7–1.
| St Patrick's Athletic | 1–0      | Jeunesse Esch |
| --------------------- | -------- | ------------- |
| Fagan 10'             | Chi tiết |               |

| Jeunesse Esch   | 2–1      | St Patrick's Athletic |
| --------------- | -------- | --------------------- |
| Stumpf 22', 87' | Chi tiết | D. Dennehy 73'        |

Tổng tỷ số hòa 2–2. St Patrick's Athletic thắng nhờ có bàn thắng sân khách.
| KR                                       | 2–1      | Glenavon  |
| ---------------------------------------- | -------- | --------- |
| - Pálmason 40' - Friðjónsson 78' (ph.đ.) | Chi tiết | Kelly 14' |

| Glenavon | 0–6      | KR                                                                                       |
| -------- | -------- | ---------------------------------------------------------------------------------------- |
|          | Chi tiết | - Chopart 6', 29' - Friðjónsson 53' (ph.đ.) - Andersen 68' - Hauksson 78' - Fazlagic 80' |

KR thắng với tổng tỷ số 8–1.
| Shamrock Rovers | 0–2      | RoPS                           |
| --------------- | -------- | ------------------------------ |
|                 | Chi tiết | - Lahdenmäki 27' - Saksela 74' |

| RoPS         | 1–1      | Shamrock Rovers    |
| ------------ | -------- | ------------------ |
| Muinonen 26' | Chi tiết | McCabe 22' (ph.đ.) |

RoPS thắng với tổng tỷ số 3–1.
| Valur            | 1–4      | Brøndby                                       |
| ---------------- | -------- | --------------------------------------------- |
| Ingvarsson 90+3' | Chi tiết | - Wilczek 47', 54' - Pukki 61' - Jakobsen 79' |

| Brøndby                                                             | 6–0      | Valur |
| ------------------------------------------------------------------- | -------- | ----- |
| - Wilczek 5' - Hjulsager 15' - Pukki 26', 57' - Stückler 71', 90+3' | Chi tiết |       |

Brøndby thắng với tổng tỷ số 10–1.
| Aberdeen                                          | 3–1      | Fola Esch |
| ------------------------------------------------- | -------- | --------- |
| - Logan 68' - McGinn 90+3' - Rooney 90+8' (ph.đ.) | Chi tiết | Klein 70' |

| Fola Esch | 1–0      | Aberdeen |
| --------- | -------- | -------- |
| Hadji 45' | Chi tiết |          |

Aberdeen thắng với tổng tỷ số 3–2.
| Trakai                        | 2–1      | Nõmme Kalju      |
| ----------------------------- | -------- | ---------------- |
| - Valskis 69' - Arshakyan 78' | Chi tiết | Wakui 6' (ph.đ.) |

| Nõmme Kalju                                           | 4–1      | Trakai        |
| ----------------------------------------------------- | -------- | ------------- |
| - Rodrigues 66' - Sidorenkov 69' - Neemelo 87', 90+2' | Chi tiết | Arshakyan 14' |

Nõmme Kalju thắng với tổng tỷ số 5–3.
| Dinamo Minsk   | 2–1      | Spartaks Jūrmala |
| -------------- | -------- | ---------------- |
| Bykov 18', 81' | Chi tiết | Ulimbaševs 79'   |

| Spartaks Jūrmala | 0–2      | Dinamo Minsk                         |
| ---------------- | -------- | ------------------------------------ |
|                  | Chi tiết | - Khvashchynski 11' - El-Monir 90+1' |

Dinamo Minsk thắng với tổng tỷ số 4–1.
| Breiðablik                         | 2–3      | Jelgava                                         |
| ---------------------------------- | -------- | ----------------------------------------------- |
| - Bamberg 13' - Sigurjónsson 90+6' | Chi tiết | - Kļuškins 10' - Redjko 33' - Grigaravičius 44' |

| Jelgava                    | 2–2      | Breiðablik                            |
| -------------------------- | -------- | ------------------------------------- |
| - Turkovs 15' - Diallo 70' | Chi tiết | - Hreinsson 31' - Bamberg 33' (ph.đ.) |

Jelgava thắng với tổng tỷ số 5–4.
| NSÍ Runavík | 0–2      | Shakhtyor Soligorsk                      |
| ----------- | -------- | ---------------------------------------- |
|             | Chi tiết | Starhorodskyi 45+1' (ph.đ.), 84' (ph.đ.) |

| Shakhtyor Soligorsk                                                                | 5–0      | NSÍ Runavík |
| ---------------------------------------------------------------------------------- | -------- | ----------- |
| - Burko 20' - Rudyka 42' - Shibun 81' (ph.đ.) - Yelezarenko 86' - Yanushkevich 90' | Chi tiết |             |

Shakhtyor Soligorsk thắng với tổng tỷ số 7–0.
| AIK                          | 2–0      | Bala Town |
| ---------------------------- | -------- | --------- |
| - Affane 27' - Johansson 52' | Chi tiết |           |

| Bala Town | 0–2      | AIK                         |
| --------- | -------- | --------------------------- |
|           | Chi tiết | - Avdić 8' - Strandberg 24' |

AIK thắng với tổng tỷ số 4–0.
| Differdange 03 | 1–1      | Cliftonville |
| -------------- | -------- | ------------ |
| Er Rafik 38'   | Chi tiết | Lavery 89'   |

| Cliftonville                  | 2–0      | Differdange 03 |
| ----------------------------- | -------- | -------------- |
| - McDaid 2' - J. Donnelly 75' | Chi tiết |                |

Cliftonville thắng với tổng tỷ số 3–1.
| Odd                         | 2–0      | IFK Mariehamn |
| --------------------------- | -------- | ------------- |
| - Grøgaard 63' - Occéan 86' | Chi tiết |               |

| IFK Mariehamn | 1–1      | Odd         |
| ------------- | -------- | ----------- |
| Mantilla 4'   | Chi tiết | Bentley 78' |

Odd thắng với tổng tỷ số 3–1.
| Domžale                                  | 3–1      | Lusitanos |
| ---------------------------------------- | -------- | --------- |
| - Dobrovoljc 11' - Horić 26' - Črnic 43' | Chi tiết | Luizão 5' |

| Lusitanos  | 1–2      | Domžale                |
| ---------- | -------- | ---------------------- |
| Luizão 18' | Chi tiết | - Majer 5' - Morel 42' |

Domžale thắng với tổng tỷ số 5–2.
| Bokelj   | 1–1      | Vojvodina |
| -------- | -------- | --------- |
| Đenić 5' | Chi tiết | Meleg 6'  |

| Vojvodina                                        | 5–0      | Bokelj |
| ------------------------------------------------ | -------- | ------ |
| - Malbašić 9', 42' - Meleg 60' - Trujić 63', 87' | Chi tiết |        |

Vojvodina thắng với tổng tỷ số 6–1.
| AEK Larnaca                       | 3–0      | Folgore |
| --------------------------------- | -------- | ------- |
| - Tričkovski 22', 34' - Alves 31' | Chi tiết |         |

| Folgore    | 1–3      | AEK Larnaca                               |
| ---------- | -------- | ----------------------------------------- |
| Traini 35' | Chi tiết | - Tričkovski 51', 55' - Alves 65' (ph.đ.) |

AEK Larnaca thắng với tổng tỷ số 6–1.
| Dila Gori     | 1–0      | Shirak |
| ------------- | -------- | ------ |
| Modebadze 36' | Chi tiết |        |

| Shirak                                        | 1–0 (s.h.p.) | Dila Gori                          |
| --------------------------------------------- | ------------ | ---------------------------------- |
| Bichakhchyan 84'                              | Chi tiết     |                                    |
| Loạt sút luân lưu                             |              |                                    |
| - Hovsepyan - Darbinyan - Ayvazyan - Hakobyan | 4–1          | - Gongadze - Kvirkvelia - Razmadze |

Tổng tỷ số hòa 1–1. Shirak thắng với tỷ số 4–1 trên chấm luân lưu 11m.
| Široki Brijeg | 1–1      | Birkirkara |
| ------------- | -------- | ---------- |
| Baraban 45'   | Chi tiết | Attard 15' |

| Birkirkara                           | 2–0      | Široki Brijeg |
| ------------------------------------ | -------- | ------------- |
| - Dimitrov 29' - Marković 76' (l.n.) | Chi tiết |               |

Birkirkara thắng với tổng tỷ số 3–1.
| Videoton                           | 3–0      | Zaria Bălți |
| ---------------------------------- | -------- | ----------- |
| - Géresi 18' - Feczesin 88', 90+4' | Chi tiết |             |

| Zaria Bălți                    | 2–0      | Videoton |
| ------------------------------ | -------- | -------- |
| - Mihaliov 9' - Ovseanicov 29' | Chi tiết |          |

Videoton thắng với tổng tỷ số 3–2.
| UE Santa Coloma | 1–3      | Lokomotiva                    |
| --------------- | -------- | ----------------------------- |
| Reis 90+3'      | Chi tiết | - Marić 20', 73' - Prenga 65' |

| Lokomotiva                                              | 4–1      | UE Santa Coloma |
| ------------------------------------------------------- | -------- | --------------- |
| - Ćorić 8' - Prenga 18' (ph.đ.) - Marić 48' - Perić 57' | Chi tiết | Salomó 89'      |

Lokomotiva thắng với tổng tỷ số 7–2.
| Europa FC                 | 2–0      | Pyunik |
| ------------------------- | -------- | ------ |
| - Carrión 32' - López 39' | Chi tiết |        |

| Pyunik                         | 2–1      | Europa FC     |
| ------------------------------ | -------- | ------------- |
| - Arakelyan 25' - Minasyan 56' | Chi tiết | Joselinho 10' |

Europa FC thắng với tổng tỷ số 3–2.
| Čukarički                              | 3–0      | Ordabasy |
| -------------------------------------- | -------- | -------- |
| - Matić 49' (ph.đ.), 68' - Kajević 53' | Chi tiết |          |

| Ordabasy                                              | 3–3      | Čukarički                       |
| ----------------------------------------------------- | -------- | ------------------------------- |
| - Geynrikh 45+2' - Tunggyshbayev 67' - Yerlanov 90+3' | Chi tiết | - Mandić 10', 14' - Kajević 21' |

Čukarički thắng với tổng tỷ số 6–3.
| Rabotnički | 1–1      | Budućnost Podgorica |
| ---------- | -------- | ------------------- |
| Elmas 80'  | Chi tiết | Janketić 36'        |

| Budućnost Podgorica   | 1–0      | Rabotnički |
| --------------------- | -------- | ---------- |
| Radunović 18' (ph.đ.) | Chi tiết |            |

Budućnost Podgorica thắng với tổng tỷ số 2–1.
| Zimbru Chișinău | 0–1      | Chikhura Sachkhere |
| --------------- | -------- | ------------------ |
|                 | Chi tiết | Tatanashvili 40'   |

| Chikhura Sachkhere               | 2–3      | Zimbru Chișinău                     |
| -------------------------------- | -------- | ----------------------------------- |
| - Ivanishvili 13' - Kakubava 55' | Chi tiết | - Emerson 45+2', 90+3' - Jardan 61' |

Hòa với tổng tỷ số 3–3. Zimbru Chișinău thắng nhờ bàn thắng sân khách.
| Sloboda Tuzla | 0–0      | Beitar Jerusalem |
| ------------- | -------- | ---------------- |
|               | Chi tiết |                  |

| Beitar Jerusalem   | 1–0      | Sloboda Tuzla |
| ------------------ | -------- | ------------- |
| Atzili 66' (ph.đ.) | Chi tiết |               |

Beitar Jerusalem thắng với tổng tỷ số 1–0.
| Kukësi     | 1–1      | Rudar Pljevlja        |
| ---------- | -------- | --------------------- |
| Rangel 32' | Chi tiết | Radanović 71' (ph.đ.) |

| Rudar Pljevlja | 0–1      | Kukësi   |
| -------------- | -------- | -------- |
|                | Chi tiết | Guri 79' |

Kukësi thắng với tổng tỷ số 2–1.
| Balzan | 0–2      | Neftçi Baku                             |
| ------ | -------- | --------------------------------------- |
|        | Chi tiết | - Hajiyev 14' - R. Qurbanov 83' (ph.đ.) |

| Neftçi Baku | 1–2      | Balzan            |
| ----------- | -------- | ----------------- |
| Jairo 20'   | Chi tiết | Micallef 51', 67' |

Neftçi Baku thắng với tổng tỷ số 3–2.
| Admira Wacker Mödling | 1–1      | Spartak Myjava |
| --------------------- | -------- | -------------- |
| Bajrami 34'           | Chi tiết | Kóňa 73'       |

| Spartak Myjava           | 2–3      | Admira Wacker Mödling                      |
| ------------------------ | -------- | ------------------------------------------ |
| - Daniel 30' - Pekár 89' | Chi tiết | - Wostry 2' - Starkl 27' - Zwierschitz 57' |

Admira Wacker Mödling thắng với tổng tỷ số 4–3.
| Beroe Stara Zagora | 0–0      | Radnik Bijeljina |
| ------------------ | -------- | ---------------- |
|                    | Chi tiết |                  |

| Radnik Bijeljina | 0–2      | Beroe Stara Zagora |
| ---------------- | -------- | ------------------ |
|                  | Chi tiết | Pochanski 79', 80' |

Beroe Stara Zagora thắng với tổng tỷ số 2–0.
| La Fiorita | 0–5      | Debrecen                                         |
| ---------- | -------- | ------------------------------------------------ |
|            | Chi tiết | - Szakály 5', 83' - Tisza 34', 49' - Kulcsár 89' |

| Debrecen                 | 2–0      | La Fiorita |
| ------------------------ | -------- | ---------- |
| - Tisza 41' - Holman 51' | Chi tiết |            |

Debrecen thắng với tổng tỷ số 7–0.
| Vaduz                                | 3–1      | Sileks     |
| ------------------------------------ | -------- | ---------- |
| - Costanzo 36', 45+2' - Grippo 90+5' | Chi tiết | Mickov 86' |

| Sileks     | 1–2      | Vaduz                                   |
| ---------- | -------- | --------------------------------------- |
| Mickov 30' | Chi tiết | - Costanzo 89' (ph.đ.) - Messaoud 90+3' |

Vaduz thắng với tổng tỷ số 5–2.
| Maccabi Tel Aviv            | 3–0      | Gorica |
| --------------------------- | -------- | ------ |
| - Igiebor 13', 69' - Sá 45' | Chi tiết |        |

| Gorica | 0–1      | Maccabi Tel Aviv |
| ------ | -------- | ---------------- |
|        | Chi tiết | Benayoun 10'     |

Maccabi Tel Aviv thắng với tổng tỷ số 4–0.
| Gabala                                             | 5–1      | Samtredia          |
| -------------------------------------------------- | -------- | ------------------ |
| - Stanković 16' - Zenjov 19' - Weeks 30', 69', 72' | Chi tiết | Shergelashvili 59' |

| Samtredia                                       | 2–1      | Gabala    |
| ----------------------------------------------- | -------- | --------- |
| - Zivzivadze 14' (ph.đ.) - Shergelashvili 90+2' | Chi tiết | Weeks 42' |

Gabala thắng với tổng tỷ số 6–3.
| Teuta Durrës | 0–1      | Kairat       |
| ------------ | -------- | ------------ |
|              | Chi tiết | Arshavin 70' |

| Kairat                                                        | 5–0      | Teuta Durrës |
| ------------------------------------------------------------- | -------- | ------------ |
| - Gohou 27', 61' - Bakayev 45+2' - Tawamba 72' - Turysbek 79' | Chi tiết |              |

Kairat thắng với tổng tỷ số 6–0.
| Spartak Trnava                | 3–0      | Hibernians |
| ----------------------------- | -------- | ---------- |
| - Tambe 7', 83' - Mikovič 40' | Chi tiết |            |

| Hibernians | 0–3      | Spartak Trnava                          |
| ---------- | -------- | --------------------------------------- |
|            | Chi tiết | - Mikovič 5' - Oravec 58' - Bello 90+2' |

Spartak Trnava thắng với tổng tỷ số 6–0.
| Banants | 0–1      | Omonia         |
| ------- | -------- | -------------- |
|         | Chi tiết | Derbyshire 26' |

| Omonia                                                  | 4–1 (s.h.p.) | Banants     |
| ------------------------------------------------------- | ------------ | ----------- |
| - Roushias 93', 108' - Derbyshire 114' - Cleyton 120+1' | Chi tiết     | Burayev 71' |

Omonia thắng với tổng tỷ số 5–1.
| Shkëndija                         | 2–0      | Cracovia |
| --------------------------------- | -------- | -------- |
| - Ibraimi 41' - Stênio Júnior 68' | Chi tiết |          |

| Cracovia          | 1–2      | Shkëndija                    |
| ----------------- | -------- | ---------------------------- |
| Demiri 68' (l.n.) | Chi tiết | - Ibraimi 13' - Hasani 90+3' |

Shkëndija thắng với tổng tỷ số 4–1.
| Slavia Sofia | 1–0      | Zagłębie Lubin |
| ------------ | -------- | -------------- |
| Serderov 85' | Chi tiết |                |

| Zagłębie Lubin                               | 3–0      | Slavia Sofia |
| -------------------------------------------- | -------- | ------------ |
| - Guldan 20' - Ł. Piątek 64' - Dąbrowski 81' | Chi tiết |              |

Zagłębie Lubin thắng với tổng tỷ số 3–1.
| Aktobe                | 1–1      | MTK Budapest  |
| --------------------- | -------- | ------------- |
| Zhalmukan 44' (ph.đ.) | Chi tiết | Torghelle 30' |

| MTK Budapest          | 2–0      | Aktobe |
| --------------------- | -------- | ------ |
| - Nikač 7' - Bese 84' | Chi tiết |        |

MTK Budapest thắng với tổng tỷ số 3–1.
| Partizani Tirana | 0–0      | Slovan Bratislava |
| ---------------- | -------- | ----------------- |
|                  | Chi tiết |                   |

| Slovan Bratislava | Cancelled | Partizani Tirana |
| ----------------- | --------- | ---------------- |
|                   | Chi tiết  |                  |

Partizani Tirana thay thế Skënderbeu Korçë ở vòng loại Vòng loại thứ hai UEFA Champions League 2016–17 và Slovan Bratislava được vào thẳng vòng loại thứ hai UEFA Europa League vì Skënderbeu Korçë đã bị UEFA loại khỏi giải đấu.
| Kapaz | 0–0      | Dacia Chișinău |
| ----- | -------- | -------------- |
|       | Chi tiết |                |

| Dacia Chișinău | 0–1      | Kapaz     |
| -------------- | -------- | --------- |
|                | Chi tiết | Dário 57' |

Kapaz thắng với tổng tỷ số 1–0.

## Vòng loại thứ hai

### Hạt giống
Tổng cộng có 66 đội chơi ở vòng loại thứ hai: 18 đội tham gia vòng này và 48 đội giành chiến thắng ở vòng loại thứ nhất. Lễ bốc thăm được tổ chức vào ngày 20 tháng 6 năm 2016. (Lưu ý: Những con số cho mỗi đội đều được UEFA gán trước khi bốc thăm để xác định đội xếp hạt giống và đội không xếp hạt giống.)
| Nhóm 1 | Nhóm 1 | Nhóm 2 | Nhóm 2                                                                                                 | Nhóm 3                                                                                    | Nhóm 3 |
| Hạt nhóm | Không Hạt nhóm                                                                                                   | Hạt nhóm | Không Hạt nhóm                                                                                         | Hạt nhóm                                                                                  | Không Hạt nhóm |
| --- | --- | --- | --- | ----------------------------------------------------------------------------------------- | --- |
| Partizan (5) Maccabi Haifa (4) Dinamo Minsk[†] (3) Vojvodina[†] (1) Spartak Trnava[†] (2)                          | Shirak[†] (6) St Patrick's Athletic[†] (10) Zagłębie Lubin[†] (7) Connah's Quay Nomads[†] (8) Nõmme Kalju[†] (9) | Austria Wien (5) HJK[†] (4) MTK Budapest[†] (1) Shakhtyor Soligorsk[†] (3) Brøndby[†] (2)                            | Gabala[†] (8) Kukësi[†] (7) Hibernian (6) Beroe Stara Zagora[†] (9) Domžale[†] (10)                    | Midtjylland[†] (1) Grasshopper (5) Neftçi Baku[†] (3) Osmanlıspor (4) Lokomotiva[†] (2)   | KR[†] (7) Vaduz[†] (8) RoPS[†] (6) Shkëndija[†] (10) Zimbru Chișinău[†] (9)                                                |
| Nhóm 4 | Nhóm 4 | Nhóm 5 | Nhóm 5                                                                                                 | Nhóm 6                                                                                    | Nhóm 6 |
| Hạt nhóm | Không Hạt nhóm                                                                                                   | Hạt nhóm | Không Hạt nhóm                                                                                         | Hạt nhóm                                                                                  | Không Hạt nhóm |
| Maribor (6) Omonia[†] (5) Slovan Bratislava[†] (3) IFK Göteborg[†] (4) Heart of Midlothian[†] (2) PAS Giannina (1) | Odd[†] (7) Piast Gliwice (9) Levski Sofia (11) Beitar Jerusalem[†] (10) Jelgava[†] (8) Birkirkara[†] (12)        | Maccabi Tel Aviv[†] (4) Hajduk Split (5) Debrecen[†] (3) Admira Wacker Mödling[†] (1) Ventspils[†] (2) BK Häcken (6) | Aberdeen[†] (12) CSMS Iași (10) Kairat[†] (9) Cork City[†] (11) Kapaz[†] (7) Torpedo-BelAZ Zhodino (8) | Genk (3) AEK Larnaca[†] (2) AIK[†] (6) Videoton[†] (1) Strømsgodset (5) Slavia Prague (4) | Budućnost Podgorica[†] (8) Cliftonville[†] (12) Čukarički[†] (7) Levadia Tallinn[†] (9) Europa FC[†] (11) SønderjyskE (10) |

### Tóm tắt
Các trận lượt đi diễn ra vào ngày 14 tháng 7 còn các trận lượt về diễn ra vào các ngày 20 và 21 tháng 7 năm 2016.

| Đội 1                 | TTS            | Đội 2                 | Lượt đi | Lượt về      |
| --------------------- | -------------- | --------------------- | ------- | ------------ |
| Shirak                | 1–3            | Spartak Trnava        | 1–1     | 0–2          |
| Dinamo Minsk          | 2–1            | St Patrick's Athletic | 1–1     | 1–0          |
| Partizan              | 0–0 (3–4 p)    | Zagłębie Lubin        | 0–0     | 0–0 (s.h.p.) |
| Vojvodina             | 3–1            | Connah's Quay Nomads  | 1–0     | 2–1          |
| Maccabi Haifa         | 2–2 (3–5 p)[C] | Nõmme Kalju           | 1–1     | 1–1 (s.h.p.) |
| Hibernian             | 1–1 (3–5 p)    | Brøndby               | 0–1     | 1–0 (s.h.p.) |
| Shakhtyor Soligorsk   | 2–3            | Domžale               | 1–1     | 1–2          |
| Austria Wien          | 5–1            | Kukësi                | 1–0     | 4–1          |
| MTK Budapest          | 1–4            | Gabala                | 1–2     | 0–2          |
| Beroe Stara Zagora    | 1–2            | HJK                   | 1–1     | 0–1          |
| RoPS                  | 1–4            | Lokomotiva            | 1–1     | 0–3          |
| Neftçi Baku           | 0–1            | Shkëndija             | 0–0     | 0–1          |
| KR                    | 4–5[C]         | Grasshopper           | 3–3     | 1–2          |
| Midtjylland           | 5–2            | Vaduz                 | 3–0     | 2–2          |
| Zimbru Chișinău       | 2–7            | Osmanlıspor           | 2–2     | 0–5          |
| PAS Giannina          | 4–3            | Odd                   | 3–0     | 1–3 (s.h.p.) |
| Birkirkara            | 2–1            | Heart of Midlothian   | 0–0     | 2–1          |
| Maribor               | 1–1 (a)        | Levski Sofia          | 0–0     | 1–1          |
| Piast Gliwice         | 0–3            | IFK Göteborg          | 0–3     | 0–0          |
| Slovan Bratislava     | 0–3            | Jelgava               | 0–0     | 0–3          |
| Beitar Jerusalem      | 3–3 (a)        | Omonia                | 1–0     | 2–3          |
| Admira Wacker Mödling | 3–0            | Kapaz                 | 1–0     | 2–0          |
| Aberdeen              | 4–0            | Ventspils             | 3–0     | 1–0          |
| BK Häcken             | 1–2            | Cork City             | 1–1     | 0–1          |
| Kairat                | 2–3            | Maccabi Tel Aviv      | 1–1     | 1–2          |
| Debrecen              | 1–3            | Torpedo-BelAZ Zhodino | 1–2     | 0–1          |
| CSMS Iași             | 3–4            | Hajduk Split          | 2–2     | 1–2          |
| Videoton              | 3–1            | Čukarički             | 2–0     | 1–1          |
| Cliftonville          | 2–5            | AEK Larnaca           | 2–3     | 0–2          |
| AIK                   | 2–0            | Europa FC             | 1–0     | 1–0          |
| Levadia Tallinn       | 3–3 (a)        | Slavia Prague         | 3–1     | 0–2          |
| Genk                  | 2–2 (4–2 p)    | Budućnost Podgorica   | 2–0     | 0–2 (s.h.p.) |
| SønderjyskE           | 4–3            | Strømsgodset          | 2–1     | 2–2 (s.h.p.) |

Ghi chú
1. ^ a b Thứ tự trận đấu bị đảo ngược so với lễ bốc thăm.

### Các trận đấu
| Shirak       | 1–1      | Spartak Trnava |
| ------------ | -------- | -------------- |
| Hakobyan 16' | Chi tiết | Jirka 87'      |

| Spartak Trnava            | 2–0      | Shirak |
| ------------------------- | -------- | ------ |
| - Schranz 57' - Tambe 61' | Chi tiết |        |

Spartak Trnava thắng với tổng tỷ số 3–1.
| Dinamo Minsk | 1–1      | St Patrick's Athletic |
| ------------ | -------- | --------------------- |
| Karytska 25' | Chi tiết | Fagan 54'             |

| St Patrick's Athletic | 0–1      | Dinamo Minsk  |
| --------------------- | -------- | ------------- |
|                       | Chi tiết | Rassadkin 18' |

Dinamo Minsk thắng với tổng tỷ số 2–1.
| Partizan | 0–0      | Zagłębie Lubin |
| -------- | -------- | -------------- |
|          | Chi tiết |                |

| Zagłębie Lubin                                   | 0–0 (s.h.p.) | Partizan                                               |
| ------------------------------------------------ | ------------ | ------------------------------------------------------ |
|                                                  | Chi tiết     |                                                        |
| Loạt sút luân lưu                                |              |                                                        |
| - Janus - Guldan - Todorovski - Woźniak - Vlasko | 4–3          | - Brašanac - Ilić - Đuričković - Janković - Mihajlović |

Tổng tỷ số hòa 0–0. Zagłębie Lubin thắng với tỷ số 4–3 trên chấm luân lưu 11m.
| Vojvodina     | 1–0      | Connah's Quay Nomads |
| ------------- | -------- | -------------------- |
| Paločević 86' | Chi tiết |                      |

| Connah's Quay Nomads | 1–2      | Vojvodina             |
| -------------------- | -------- | --------------------- |
| Wilde 65'            | Chi tiết | Meleg 8', 49' (ph.đ.) |

Vojvodina thắng với tổng tỷ số 3–1.
| Maccabi Haifa | 1–1      | Nõmme Kalju |
| ------------- | -------- | ----------- |
| Vermouth 70'  | Chi tiết | Toomet 47'  |

| Nõmme Kalju                                    | 1–1 (s.h.p.) | Maccabi Haifa                               |
| ---------------------------------------------- | ------------ | ------------------------------------------- |
| Neemelo 90'                                    | Chi tiết     | Rukavytsya 34' (ph.đ.)                      |
| Loạt sút luân lưu                              |              |                                             |
| - Uggè - Sidorenkov - Purje - Wakui - Subbotin | 5–3          | - Obraniak - Rukavytsya - Zenati - Menachem |

Tổng tỷ số hòa 2–2. Nõmme Kalju thắng với tỷ số 5–3 trên chấm luân lưu 11m.
| Hibernian | 0–1      | Brøndby    |
| --------- | -------- | ---------- |
|           | Chi tiết | Wilczek 1' |

| Brøndby                                           | 0–1 (s.h.p.) | Hibernian                        |
| ------------------------------------------------- | ------------ | -------------------------------- |
|                                                   | Chi tiết     | Gray 62'                         |
| Loạt sút luân lưu                                 |              |                                  |
| - Larsson - Nørgaard - Stückler - Wilczek - Holst | 5–3          | - McGinn - Hanlon - Holt - Boyle |

Tổng tỷ số hòa 1–1. Brøndby thắng với tỷ số 5–3 trên chấm luân lưu 11m.
| Shakhtyor Soligorsk | 1–1      | Domžale        |
| ------------------- | -------- | -------------- |
| Ignjatijević 35'    | Chi tiết | Trajkovski 52' |

| Domžale                 | 2–1      | Shakhtyor Soligorsk |
| ----------------------- | -------- | ------------------- |
| - Alvir 35' - Majer 69' | Chi tiết | Laptsew 61'         |

Domžale thắng với tổng tỷ số 3–2.
| Austria Wien | 1–0      | Kukësi |
| ------------ | -------- | ------ |
| Pires 24'    | Chi tiết |        |

| Kukësi      | 1–4      | Austria Wien                                           |
| ----------- | -------- | ------------------------------------------------------ |
| Hallaçi 78' | Chi tiết | - Kayode 16', 58' - Holzhauser 67' - Martschinko 90+4' |

Austria Wien thắng với tổng tỷ số 5–1.
| MTK Budapest  | 1–2      | Gabala                         |
| ------------- | -------- | ------------------------------ |
| Torghelle 70' | Chi tiết | - Kvekveskiri 25' - Ozobić 63' |

| Gabala                  | 2–0      | MTK Budapest |
| ----------------------- | -------- | ------------ |
| - Zenjov 7' - Weeks 37' | Chi tiết |              |

Gabala thắng với tổng tỷ số 4–1.
| Beroe Stara Zagora | 1–1      | HJK         |
| ------------------ | -------- | ----------- |
| Penev 49'          | Chi tiết | Morelos 38' |

| HJK        | 1–0      | Beroe Stara Zagora |
| ---------- | -------- | ------------------ |
| Tanaka 25' | Chi tiết |                    |

HJK thắng với tổng tỷ số 2–1.
| RoPS       | 1–1      | Lokomotiva        |
| ---------- | -------- | ----------------- |
| Jammeh 87' | Chi tiết | Jammeh 73' (l.n.) |

| Lokomotiva                    | 3–0      | RoPS |
| ----------------------------- | -------- | ---- |
| - Fiolić 44' - Marić 49', 83' | Chi tiết |      |

Lokomotiva thắng với tổng tỷ số 4–1.
| Neftçi Baku | 0–0      | Shkëndija |
| ----------- | -------- | --------- |
|             | Chi tiết |           |

| Shkëndija   | 1–0      | Neftçi Baku |
| ----------- | -------- | ----------- |
| Ibraimi 31' | Chi tiết |             |

Shkëndija thắng với tổng tỷ số 1–0.
| KR                                         | 3–3      | Grasshopper                           |
| ------------------------------------------ | -------- | ------------------------------------- |
| - Andersen 46', 50' - Hauksson 77' (ph.đ.) | Chi tiết | - Munsy 18' - Gjorgjev 36' - Caio 59' |

| Grasshopper           | 2–1      | KR           |
| --------------------- | -------- | ------------ |
| Sigurjónsson 45', 68' | Chi tiết | Andersen 52' |

Grasshopper thắng với tổng tỷ số 5–4.
| Midtjylland                    | 3–0      | Vaduz |
| ------------------------------ | -------- | ----- |
| - Sisto 20', 82' - Onuachu 73' | Chi tiết |       |

| Vaduz                                | 2–2      | Midtjylland    |
| ------------------------------------ | -------- | -------------- |
| - Brunner 83' - Costanzo 86' (ph.đ.) | Chi tiết | Sisto 41', 68' |

Midtjylland thắng với tổng tỷ số 5–2.
| Zimbru Chișinău                 | 2–2      | Osmanlıspor                  |
| ------------------------------- | -------- | ---------------------------- |
| - Zagaevschi 24' - Damașcan 62' | Chi tiết | - Çürüksu 12' - Bekdemir 77' |

| Osmanlıspor                                                 | 5–0      | Zimbru Chișinău |
| ----------------------------------------------------------- | -------- | --------------- |
| - Umar 16' (ph.đ.), 26', 50' - Kılıçaslan 74' - Rusescu 83' | Chi tiết |                 |

Osmanlıspor thắng với tổng tỷ số 7–2.
| PAS Giannina                          | 3–0      | Odd |
| ------------------------------------- | -------- | --- |
| - Michail 7' - Fonsi 31' - Acosta 68' | Chi tiết |     |

| Odd                                               | 3–1 (s.h.p.) | PAS Giannina |
| ------------------------------------------------- | ------------ | ------------ |
| - Nordkvelle 55' (ph.đ.) - Bentley 57' - Ruud 89' | Chi tiết     | Koutris 98'  |

PAS Giannina thắng với tổng tỷ số 4–3.
| Birkirkara | 0–0      | Heart of Midlothian |
| ---------- | -------- | ------------------- |
|            | Chi tiết |                     |

| Heart of Midlothian | 1–2      | Birkirkara                    |
| ------------------- | -------- | ----------------------------- |
| Sammon 74'          | Chi tiết | - Bubalović 55' - Herrera 67' |

Birkirkara thắng với tổng tỷ số 2–1.
| Maribor | 0–0      | Levski Sofia |
| ------- | -------- | ------------ |
|         | Chi tiết |              |

| Levski Sofia | 1–1      | Maribor     |
| ------------ | -------- | ----------- |
| Narh 22'     | Chi tiết | Tavares 68' |

Tổng tỷ số hòa 1–1. Maribor thắng nhờ luật bàn thắng sân khách.
| Piast Gliwice | 0–3      | IFK Göteborg                         |
| ------------- | -------- | ------------------------------------ |
|               | Chi tiết | - Rogne 2' - Hysén 35' - Engvall 86' |

| IFK Göteborg | 0–0      | Piast Gliwice |
| ------------ | -------- | ------------- |
|              | Chi tiết |               |

IFK Göteborg thắng với tổng tỷ số 3–0.
| Slovan Bratislava | 0–0      | Jelgava |
| ----------------- | -------- | ------- |
|                   | Chi tiết |         |

| Jelgava                                                  | 3–0      | Slovan Bratislava |
| -------------------------------------------------------- | -------- | ----------------- |
| - Kļuškins 27' (ph.đ.) - Bogdaškins 48' - Malašenoks 85' | Chi tiết |                   |

Jelgava thắng với tổng tỷ số 3–0.
| Beitar Jerusalem | 1–0      | Omonia |
| ---------------- | -------- | ------ |
| Abuhatzira 71'   | Chi tiết |        |

| Omonia                                               | 3–2      | Beitar Jerusalem        |
| ---------------------------------------------------- | -------- | ----------------------- |
| - Agayev 26' - Sheridan 45+3' (ph.đ.) - Roushias 81' | Chi tiết | Atzili 17', 45' (ph.đ.) |

Tổng tỷ số hòa  3–3. Beitar Jerusalem thắng nhờ luật bàn thắng sân khách.
| Admira Wacker Mödling | 1–0      | Kapaz |
| --------------------- | -------- | ----- |
| Starkl 41'            | Chi tiết |       |

| Kapaz | 0–2      | Admira Wacker Mödling           |
| ----- | -------- | ------------------------------- |
|       | Chi tiết | - Knasmüllner 17' - Schmidt 76' |

Admira Wacker Mödling thắng với tổng tỷ số 3–0.
| Aberdeen                                  | 3–0      | Ventspils |
| ----------------------------------------- | -------- | --------- |
| - Stockley 72' - Rooney 76' - Burns 90+2' | Chi tiết |           |

| Ventspils | 0–1      | Aberdeen   |
| --------- | -------- | ---------- |
|           | Chi tiết | Rooney 79' |

Aberdeen thắng với tổng tỷ số 4–0.
| BK Häcken  | 1–1      | Cork City           |
| ---------- | -------- | ------------------- |
| Owoeri 83' | Chi tiết | Maguire 64' (ph.đ.) |

| Cork City    | 1–0      | BK Häcken |
| ------------ | -------- | --------- |
| O'Connor 26' | Chi tiết |           |

Cork City thắng với tổng tỷ số 2–1.
| Kairat       | 1–1      | Maccabi Tel Aviv |
| ------------ | -------- | ---------------- |
| Arshavin 29' | Chi tiết | Benayoun 90+1'   |

| Maccabi Tel Aviv                | 2–1      | Kairat    |
| ------------------------------- | -------- | --------- |
| - Ben Haim II 5' - Alberman 86' | Chi tiết | Gohou 64' |

Maccabi Tel Aviv thắng với tổng tỷ số 3–2.
| Debrecen | 1–2      | Torpedo-BelAZ Zhodino             |
| -------- | -------- | --------------------------------- |
| Tisza 2' | Chi tiết | - Zahynaylov 23' - Klopotskiy 88' |

| Torpedo-BelAZ Zhodino | 1–0      | Debrecen |
| --------------------- | -------- | -------- |
| Dzemidovich 25'       | Chi tiết |          |

Torpedo-BelAZ Zhodino thắng với tổng tỷ số 3–1.
| CSMS Iași                    | 2–2      | Hajduk Split               |
| ---------------------------- | -------- | -------------------------- |
| - Cristea 19' - Piccioni 23' | Chi tiết | - Ohandza 48' - Said 90+4' |

| Hajduk Split              | 2–1      | CSMS Iași  |
| ------------------------- | -------- | ---------- |
| - Tudor 22' - Ohandza 90' | Chi tiết | Ciucur 26' |

Hajduk Split thắng với tổng tỷ số 4–3.
| Videoton                  | 2–0      | Čukarički |
| ------------------------- | -------- | --------- |
| - Bódi 58' - Suljić 90+2' | Chi tiết |           |

| Čukarički  | 1–1      | Videoton   |
| ---------- | -------- | ---------- |
| Fofana 13' | Chi tiết | Géresi 76' |

Videoton thắng với tổng tỷ số 3–1.
| Cliftonville                       | 2–3      | AEK Larnaca                                          |
| ---------------------------------- | -------- | ---------------------------------------------------- |
| - McGuinness 18' - J. Donnelly 50' | Chi tiết | - Tričkovski 59' - Charalambous 64' - Joan Tomàs 77' |

| AEK Larnaca                     | 2–0      | Cliftonville |
| ------------------------------- | -------- | ------------ |
| - Boljević 45' - Joan Tomàs 48' | Chi tiết |              |

AEK Larnaca thắng với tổng tỷ số 5–2.
| AIK            | 1–0      | Europa FC |
| -------------- | -------- | --------- |
| Strandberg 89' | Chi tiết |           |

| Europa FC | 0–1      | AIK           |
| --------- | -------- | ------------- |
|           | Chi tiết | Markkanen 55' |

AIK thắng với tổng tỷ số 2–0.
| Levadia Tallinn                      | 3–1      | Slavia Prague |
| ------------------------------------ | -------- | ------------- |
| - Hunt 35' - Gando 67' - Antonov 90' | Chi tiết | Mingazow 63'  |

| Slavia Prague                | 2–0      | Levadia Tallinn |
| ---------------------------- | -------- | --------------- |
| - Škoda 10' - Van Kessel 67' | Chi tiết |                 |

Tổng tỷ số hòa 3–3. Slavia Prague thắng nhờ luật bàn thắng sân khách.
| Genk                               | 2–0      | Budućnost Podgorica |
| ---------------------------------- | -------- | ------------------- |
| - Kebano 17' (ph.đ.) - Samatta 79' | Chi tiết |                     |

| Budućnost Podgorica                           | 2–0 (s.h.p.) | Genk                                  |
| --------------------------------------------- | ------------ | ------------------------------------- |
| - Đalović 1' - Raičković 40'                  | Chi tiết     |                                       |
| Loạt sút luân lưu                             |              |                                       |
| - Radunović - Raspopović - Đalović - Mirković | 2–4          | - Buffel - Heynen - Samatta - Wouters |

Tổng tỷ số hòa 2–2. Genk thắng với tỷ số 4–2 trên chấm luân lưu 11m.
| SønderjyskE           | 2–1      | Strømsgodset |
| --------------------- | -------- | ------------ |
| - Kløve 9' - Uhre 82' | Chi tiết | Pedersen 16' |

| Strømsgodset     | 2–2 (s.h.p.) | SønderjyskE             |
| ---------------- | ------------ | ----------------------- |
| Keita 17', 45+2' | Chi tiết     | - Uhre 69' - Kløve 120' |

SønderjyskE thắng với tổng tỷ số 4–3.

## Vòng loại thứ ba

### Hạt giống
Tổng cộng có 58 đội chơi ở vòng loại thứ ba: 25 đội tham gia vòng này và 33 đội giành chiến thắng ở vòng loại thứ hai. Lễ bốc thăm được tổ chức vào ngày 15 tháng 7 năm 2016. (Lưu ý: Những con số cho mỗi đội đều được UEFA gán trước khi bốc thăm để xác định đội xếp hạt giống và đội không xếp hạt giống.)

| Nhóm 1                                                                                               | Nhóm 1 | Nhóm 2                                                                                             | Nhóm 2 | Nhóm 3                                                                                                | Nhóm 3                                                                                                   |
| Hạt nhóm                                                                                             | Không Hạt nhóm | Hạt nhóm                                                                                           | Không Hạt nhóm | Hạt nhóm                                                                                              | Không Hạt nhóm                                                                                           |
| --- | --- | -------------------------------------------------------------------------------------------------- | --- | --- | --- |
| Saint-Étienne (1) Maccabi Tel Aviv[†] (2) Spartak Moscow (3) Vorskla Poltava (4) Dinamo Minsk[†] (5) | AEK Larnaca[†] (6) AEK Athens (7) Vojvodina[†] (8) Pandurii Târgu Jiu (9) Lokomotiva[†] (10)                                 | AZ (1) Krasnodar (2) Zagłębie Lubin[†] (3) Sassuolo (4) Rio Ave (5) Beitar Jerusalem[†] (6)        | Jelgava[†] (7) Luzern (8) SønderjyskE[†] (9) Slavia Prague[†] (10) Birkirkara[†] (11) PAS Giannina[†] (12)                   | Lille (1) Maribor[†] (2) Austria Wien[†] (3) Panathinaikos (4) Nõmme Kalju[†] (5) Hajduk Split[†] (6) | FC Oleksandriya (7) AIK[†] (8) Spartak Trnava[†] (9) Osmanlıspor[†] (10) Aberdeen[†] (11) Gabala[†] (12) |
| Nhóm 4                                                                                               | Nhóm 4 | Nhóm 5                                                                                             | Nhóm 5 | | |
| Hạt nhóm                                                                                             | Không Hạt nhóm | Hạt nhóm                                                                                           | Không Hạt nhóm | | |
| Genk[†] (1) Rapid Wien (2) Hertha BSC (3) Rijeka (4) Arouca (5) Mladá Boleslav (6)                   | Shkëndija[†] (7) İstanbul Başakşehir (8) Brøndby[†] (9) Heracles Almelo (10) Torpedo-BelAZ Zhodino[†] (11) Cork City[†] (12) | Gent (1) Slovan Liberec (2) West Ham United (3) Midtjylland[†] (4) HJK[†] (5) Apollon Limassol (6) | Grasshopper[†] (7) Videoton[†] (8) Domžale[†] (9) IFK Göteborg[†] (10) Admira Wacker Mödling[†] (11) Viitorul Constanța (12) | | |

### Tóm tắt
Các trận lượt đi diễn ra vào ngày 28 tháng 7 còn các trận lượt về diễn ra vào các ngày 3 và 4 tháng 8 năm 2016.

| Đội 1                 | TTS         | Đội 2              | Lượt đi | Lượt về      |
| --------------------- | ----------- | ------------------ | ------- | ------------ |
| Lokomotiva            | 3–2         | Vorskla Poltava    | 0–0     | 3–2          |
| Saint-Étienne         | 1–0         | AEK Athens         | 0–0     | 1–0          |
| AEK Larnaca           | 2–1         | Spartak Moscow     | 1–1     | 1–0          |
| Pandurii Târgu Jiu    | 2–5         | Maccabi Tel Aviv   | 1–3     | 1–2          |
| Vojvodina             | 3–1         | Dinamo Minsk       | 1–1     | 2–0          |
| Zagłębie Lubin        | 2–3         | SønderjyskE        | 1–2     | 1–1          |
| Luzern                | 1–4         | Sassuolo           | 1–1     | 0–3          |
| Slavia Prague         | 1–1 (a)     | Rio Ave            | 0–0     | 1–1          |
| Birkirkara            | 1–6         | Krasnodar          | 0–3     | 1–3          |
| AZ                    | 3–1         | PAS Giannina       | 1–0     | 2–1          |
| Jelgava               | 1–4         | Beitar Jerusalem   | 1–1     | 0–3          |
| Austria Wien          | 1–1 (5–4 p) | Spartak Trnava     | 0–1     | 1–0 (s.h.p.) |
| Panathinaikos         | 3–0[D]      | AIK                | 1–0     | 2–0          |
| Osmanlıspor           | 3–0         | Nõmme Kalju        | 1–0     | 2–0          |
| Aberdeen              | 1–2         | Maribor            | 1–1     | 0–1          |
| Lille                 | 1–2         | Gabala             | 1–1     | 0–1          |
| FC Oleksandriya       | 1–6         | Hajduk Split       | 0–3     | 1–3          |
| Hertha BSC            | 2–3         | Brøndby            | 1–0     | 1–3          |
| İstanbul Başakşehir   | 2–2 (a)     | Rijeka             | 0–0     | 2–2          |
| Heracles Almelo       | 1–1 (a)     | Arouca             | 1–1     | 0–0          |
| Torpedo-BelAZ Zhodino | 0–3         | Rapid Wien         | 0–0     | 0–3          |
| Genk                  | 3–1         | Cork City          | 1–0     | 2–1          |
| Shkëndija             | 2–1         | Mladá Boleslav     | 2–0     | 0–1          |
| Domžale               | 2–4[D]      | West Ham United    | 2–1     | 0–3          |
| Videoton              | 1–2         | Midtjylland        | 0–1     | 1–1 (s.h.p.) |
| IFK Göteborg          | 3–2         | HJK                | 1–2     | 2–0          |
| Admira Wacker Mödling | 1–4         | Slovan Liberec     | 1–2     | 0–2          |
| Gent                  | 5–0         | Viitorul Constanța | 5–0     | 0–0          |
| Grasshopper           | 5–4         | Apollon Limassol   | 2–1     | 3–3 (s.h.p.) |

Ghi chú
1. ^ a b Thứ tự trận đấu bị đảo ngược so với lễ bốc thăm.

### Các trận đấu
| Lokomotiva | 0–0      | Vorskla Poltava |
| ---------- | -------- | --------------- |
|            | Chi tiết |                 |

| Vorskla Poltava                    | 2–3      | Lokomotiva                           |
| ---------------------------------- | -------- | ------------------------------------ |
| - Perić 49' (l.n.) - Chesnakov 74' | Chi tiết | - Bočkaj 1' - Fiolić 53' - Perić 64' |

Lokomotiva thắng với tổng tỷ số 3–2.
| Saint-Étienne | 0–0      | AEK Athens |
| ------------- | -------- | ---------- |
|               | Chi tiết |            |

| AEK Athens | 0–1      | Saint-Étienne |
| ---------- | -------- | ------------- |
|            | Chi tiết | Berić 23'     |

Saint-Étienne thắng với tổng tỷ số 1–0.
| AEK Larnaca | 1–1      | Spartak Moscow |
| ----------- | -------- | -------------- |
| Alves 65'   | Chi tiết | Ananidze 38'   |

| Spartak Moscow | 0–1      | AEK Larnaca    |
| -------------- | -------- | -------------- |
|                | Chi tiết | Tričkovski 89' |

AEK Larnaca thắng với tổng tỷ số 2–1.
| Pandurii Târgu Jiu | 1–3      | Maccabi Tel Aviv                           |
| ------------------ | -------- | ------------------------------------------ |
| Herea 30'          | Chi tiết | - Ben Haim II 7' - Igiebor 49' - Micha 77' |

| Maccabi Tel Aviv             | 2–1      | Pandurii Târgu Jiu |
| ---------------------------- | -------- | ------------------ |
| - Igiebor 24' - Scarione 80' | Chi tiết | Pleașcă 57'        |

Maccabi Tel Aviv thắng với tổng tỷ số 5–2.
| Vojvodina | 1–1      | Dinamo Minsk |
| --------- | -------- | ------------ |
| Babić 29' | Chi tiết | Budnik 83'   |

| Dinamo Minsk | 0–2      | Vojvodina               |
| ------------ | -------- | ----------------------- |
|              | Chi tiết | - Babić 32' - Antić 81' |

Vojvodina thắng với tổng tỷ số 3–1.
| Zagłębie Lubin | 1–2      | SønderjyskE                 |
| -------------- | -------- | --------------------------- |
| Janoszka 45+2' | Chi tiết | - Kroon 19' - Dal Hende 36' |

| SønderjyskE  | 1–1      | Zagłębie Lubin |
| ------------ | -------- | -------------- |
| Pedersen 65' | Chi tiết | Guldan 22'     |

SønderjyskE thắng với tổng tỷ số 3–2.
| Luzern          | 1–1      | Sassuolo            |
| --------------- | -------- | ------------------- |
| M. Schneuwly 8' | Chi tiết | Berardi 42' (ph.đ.) |

| Sassuolo                                | 3–0      | Luzern |
| --------------------------------------- | -------- | ------ |
| - Berardi 19', 39' (ph.đ.) - Defrel 64' | Chi tiết |        |

Sassuolo thắng với tổng tỷ số 4–1.
| Slavia Prague | 0–0      | Rio Ave |
| ------------- | -------- | ------- |
|               | Chi tiết |         |

| Rio Ave     | 1–1      | Slavia Prague |
| ----------- | -------- | ------------- |
| Ribeiro 57' | Chi tiết | Hušbauer 22'  |

Tổng tỷ số hòa 1–1. Slavia Prague thắng nhờ luật bàn thắng sân khách.
| Birkirkara | 0–3      | Krasnodar                                            |
| ---------- | -------- | ---------------------------------------------------- |
|            | Chi tiết | - Granqvist 45+1' - Smolov 75' (ph.đ.) - Laborde 89' |

| Krasnodar                                 | 3–1      | Birkirkara |
| ----------------------------------------- | -------- | ---------- |
| - Eboue 15' - Joãozinho 37' - Laborde 38' | Chi tiết | Jović 61'  |

Krasnodar thắng với tổng tỷ số 6–1.
| AZ            | 1–0      | PAS Giannina |
| ------------- | -------- | ------------ |
| Luckassen 36' | Chi tiết |              |

| PAS Giannina | 1–2      | AZ                           |
| ------------ | -------- | ---------------------------- |
| Conde 9'     | Chi tiết | - Dabney 29' - Luckassen 36' |

AZ thắng với tổng tỷ số 3–1.
| Jelgava      | 1–1      | Beitar Jerusalem |
| ------------ | -------- | ---------------- |
| Smirnovs 70' | Chi tiết | Vered 25'        |

| Beitar Jerusalem                                  | 3–0      | Jelgava |
| ------------------------------------------------- | -------- | ------- |
| - Atzili 16' (ph.đ.) - Shechter 29' - Heister 47' | Chi tiết |         |

Beitar Jerusalem thắng với tổng tỷ số 4–1.
| Austria Wien | 0–1      | Spartak Trnava |
| ------------ | -------- | -------------- |
|              | Chi tiết | Tambe 46'      |

| Spartak Trnava                                | 0–1 (s.h.p.) | Austria Wien                                            |
| --------------------------------------------- | ------------ | ------------------------------------------------------- |
|                                               | Chi tiết     | Friesenbichler 88'                                      |
| Loạt sút luân lưu                             |              |                                                         |
| - Godál - Schranz - Sloboda - Jirka - Mikovič | 4–5          | - Larsen - Tajouri - Kvasina - Serbest - Friesenbichler |

Tổng tỷ số hòa 1–1. Austria Wien thắng với tỷ số 5–4 trên chấm luân lưu 11m.
| Panathinaikos | 1–0      | AIK |
| ------------- | -------- | --- |
| Moledo 79'    | Chi tiết |     |

| AIK | 0–2      | Panathinaikos           |
| --- | -------- | ----------------------- |
|     | Chi tiết | - Ibarbo 46' - Berg 73' |

Panathinaikos thắng với tổng tỷ số 3–0.
| Osmanlıspor | 1–0      | Nõmme Kalju |
| ----------- | -------- | ----------- |
| Pinto 74'   | Chi tiết |             |

| Nõmme Kalju | 0–2      | Osmanlıspor                |
| ----------- | -------- | -------------------------- |
|             | Chi tiết | - Çürüksu 4' - Delarge 29' |

Osmanlıspor thắng với tổng tỷ số 3–0.
| Aberdeen  | 1–1      | Maribor       |
| --------- | -------- | ------------- |
| Hayes 88' | Chi tiết | Novaković 83' |

| Maribor              | 1–0      | Aberdeen |
| -------------------- | -------- | -------- |
| Shinnie 90+3' (l.n.) | Chi tiết |          |

Maribor thắng với tổng tỷ số 2–1.
| Lille      | 1–1      | Gabala       |
| ---------- | -------- | ------------ |
| Mendes 47' | Chi tiết | Vernydub 13' |

| Gabala     | 1–0      | Lille |
| ---------- | -------- | ----- |
| Ozobić 34' | Chi tiết |       |

Gabala thắng với tổng tỷ số 2–1.
| FC Oleksandriya | 0–3      | Hajduk Split                          |
| --------------- | -------- | ------------------------------------- |
|                 | Chi tiết | - Ćosić 53' - Erceg 82' - Ohandza 90' |

| Hajduk Split                         | 3–1      | FC Oleksandriya |
| ------------------------------------ | -------- | --------------- |
| - Nižić 21' - Sušić 52' (ph.đ.), 56' | Chi tiết | Starenkyi 13'   |

Hajduk Split thắng với tổng tỷ số 6–1.
| Hertha BSC   | 1–0      | Brøndby |
| ------------ | -------- | ------- |
| Ibišević 28' | Chi tiết |         |

| Brøndby            | 3–1      | Hertha BSC   |
| ------------------ | -------- | ------------ |
| Pukki 3', 34', 52' | Chi tiết | Ibišević 30' |

Brøndby thắng với tổng tỷ số 3–2.
| İstanbul Başakşehir | 0–0      | Rijeka |
| ------------------- | -------- | ------ |
|                     | Chi tiết |        |

| Rijeka                  | 2–2      | İstanbul Başakşehir |
| ----------------------- | -------- | ------------------- |
| Bezjak 24', 50' (ph.đ.) | Chi tiết | Višća 42', 74'      |

Tổng tỷ số hòa 2–2. İstanbul Başakşehir thắng nhờ luật bàn thắng sân khách.
| Heracles Almelo | 1–1      | Arouca         |
| --------------- | -------- | -------------- |
| Gladon 53'      | Chi tiết | González 90+1' |

| Arouca | 0–0      | Heracles Almelo |
| ------ | -------- | --------------- |
|        | Chi tiết |                 |

Tổng tỷ số hòa 1–1. Arouca thắng nhờ luật bàn thắng sân khách.
| Torpedo-BelAZ Zhodino | 0–0      | Rapid Wien |
| --------------------- | -------- | ---------- |
|                       | Chi tiết |            |

| Rapid Wien                                   | 3–0      | Torpedo-BelAZ Zhodino |
| -------------------------------------------- | -------- | --------------------- |
| - Pavelić 26' - Schrammel 36' - Schaub 90+2' | Chi tiết |                       |

Rapid Wien thắng với tổng tỷ số 3–0.
| Genk       | 1–0      | Cork City |
| ---------- | -------- | --------- |
| Bailey 31' | Chi tiết |           |

| Cork City   | 1–2      | Genk                       |
| ----------- | -------- | -------------------------- |
| Bennett 63' | Chi tiết | - Buffel 13' - Dewaest 41' |

Genk thắng với tổng tỷ số 3–1.
| Shkëndija                        | 2–0      | Mladá Boleslav |
| -------------------------------- | -------- | -------------- |
| - Stênio Júnior 69' - Hasani 75' | Chi tiết |                |

| Mladá Boleslav | 1–0      | Shkëndija |
| -------------- | -------- | --------- |
| Magera 82'     | Chi tiết |           |

Shkëndija thắng với tổng tỷ số 2–1.
| Domžale                | 2–1      | West Ham United   |
| ---------------------- | -------- | ----------------- |
| Črnic 11' (ph.đ.), 49' | Chi tiết | Noble 18' (ph.đ.) |

| West Ham United                  | 3–0      | Domžale |
| -------------------------------- | -------- | ------- |
| - Kouyaté 8', 25' - Feghouli 81' | Chi tiết |         |

West Ham United thắng với tổng tỷ số 4–2.
| Videoton | 0–1      | Midtjylland |
| -------- | -------- | ----------- |
|          | Chi tiết | Novák 55'   |

| Midtjylland | 1–1 (s.h.p.) | Videoton   |
| ----------- | ------------ | ---------- |
| Novák 104'  | Chi tiết     | Kovács 75' |

Midtjylland thắng với tổng tỷ số 2–1.
| IFK Göteborg    | 1–2      | HJK                        |
| --------------- | -------- | -------------------------- |
| Salomonsson 73' | Chi tiết | - Tanaka 47' - Morelos 75' |

| HJK | 0–2      | IFK Göteborg               |
| --- | -------- | -------------------------- |
|     | Chi tiết | - Boman 35' - Ankersen 82' |

IFK Göteborg thắng với tổng tỷ số 3–2.
| Admira Wacker Mödling | 1–2      | Slovan Liberec |
| --------------------- | -------- | -------------- |
| Knasmüllner 7'        | Chi tiết | Vůch 11', 69'  |

| Slovan Liberec                         | 2–0      | Admira Wacker Mödling |
| -------------------------------------- | -------- | --------------------- |
| - Coufal 20' - Komlichenko 34' (ph.đ.) | Chi tiết |                       |

Slovan Liberec thắng với tổng tỷ số 4–1.
| Gent                                                          | 5–0      | Viitorul Constanța |
| ------------------------------------------------------------- | -------- | ------------------ |
| - Mitrović 16' - Coulibaly 37', 50' - Depoitre 56' - Neto 66' | Chi tiết |                    |

| Viitorul Constanța | 0–0      | Gent |
| ------------------ | -------- | ---- |
|                    | Chi tiết |      |

Gent thắng với tổng tỷ số 5–0.
| Grasshopper                      | 2–1      | Apollon Limassol |
| -------------------------------- | -------- | ---------------- |
| - Tabaković 11' - Lavanchy 90+3' | Chi tiết | Guié Guié 76'    |

| Apollon Limassol                                     | 3–3 (s.h.p.) | Grasshopper                                  |
| ---------------------------------------------------- | ------------ | -------------------------------------------- |
| - Paulo Vinícius 73' - Papoulis 87' - Guié Guié 101' | Chi tiết     | - Andersen 77' - Caio 103' - Gjorgjev 120+1' |

Grasshopper thắng với tổng tỷ số 5–4.

## Vòng Play-off

### Hạt giống
Tổng cộng có 44 đội chơi ở vòng play-off: 29 đội giành chiến thắng ở vòng loại thứ ba và 15 thất bại ở Vòng loại thứ ba UEFA Champions League 2016–17. Lễ bốc thăm được tổ chức vào ngày 5 tháng 8 năm 2016. (Lưu ý: Những con số cho mỗi đội đều được UEFA gán trước khi bốc thăm để xác định đội xếp hạt giống và đội không xếp hạt giống.)

| Nhóm 1 | Nhóm 1 | Nhóm 2 | Nhóm 2 |
| Hạt nhóm | Không Hạt nhóm | Hạt nhóm | Không Hạt nhóm |
| --- | --- | --- | --- |
| Olympiacos[CL] (2) Genk[†] (1) BATE Borisov[CL] (3) Rapid Wien[†] (5) Midtjylland[†] (4)                          | Astana[CL] (6) Arouca[†] (8) Osmanlıspor[†] (7) Lokomotiva[†] (9) Trenčín[CL] (10)                                     | AZ[†] (1) PAOK[CL] (2) Saint-Étienne[†] (5) Slovan Liberec[†] (3) Austria Wien[†] (4)                              | Rosenborg[CL] (7) AEK Larnaca[†] (6) Vojvodina[†] (9) Dinamo Tbilisi[CL] (8) Beitar Jerusalem[†] (10)                               |
| Nhóm 3 | Nhóm 3 | Nhóm 4 | Nhóm 4 |
| Hạt nhóm | Không Hạt nhóm | Hạt nhóm | Không Hạt nhóm |
| Anderlecht[CL] (1) Fenerbahçe[CL] (5) Krasnodar[†] (3) Maribor[†] (4) West Ham United[†] (2) Panathinaikos[†] (6) | Astra Giurgiu[CL] (11) Grasshopper[†] (10) Brøndby[†] (9) Slavia Prague[†] (8) Gabala[†] (7) Partizani Tirana[CL] (12) | Shakhtar Donetsk[CL] (1) Sparta Prague[CL] (2) Gent[†] (4) Maccabi Tel Aviv[†] (3) Sassuolo[†] (5) Qarabağ[CL] (6) | Hajduk Split[†] (12) İstanbul Başakşehir[†] (8) Red Star Belgrade[CL] (10) IFK Göteborg[†] (9) SønderjyskE[†] (11) Shkëndija[†] (7) |

Ghi chú
1. † Đội thắng ở vòng loại thứ ba.
2. CL Đội thua ở Vòng loại thứ ba Champions League.

### Tóm tắt
Các trận lượt đi diễn ra vào các ngày 17 và 18 tháng 8 còn các trận lượt về diễn ra vào ngày 25 tháng 8 năm 2016.

| Đội 1               | TTS         | Đội 2             | Lượt đi | Lượt về      |
| ------------------- | ----------- | ----------------- | ------- | ------------ |
| Astana              | 4–2         | BATE Borisov      | 2–0     | 2–2          |
| Arouca              | 1–3         | Olympiacos        | 0–1     | 1–2 (s.h.p.) |
| Midtjylland         | 0–3         | Osmanlıspor       | 0–1     | 0–2          |
| Trenčín             | 2–4         | Rapid Wien        | 0–4     | 2–0          |
| Lokomotiva          | 2–4         | Genk              | 2–2     | 0–2          |
| AEK Larnaca         | 0–4         | Slovan Liberec    | 0–1     | 0–3          |
| Dinamo Tbilisi      | 0–5         | PAOK              | 0–3     | 0–2          |
| Austria Wien        | 4–2         | Rosenborg         | 2–1     | 2–1          |
| Beitar Jerusalem    | 1–2         | Saint-Étienne     | 1–2     | 0–0          |
| Vojvodina           | 0–3         | AZ                | 0–3     | 0–0          |
| Gabala              | 3–2[E]      | Maribor           | 3–1     | 0–1          |
| Slavia Prague       | 0–6         | Anderlecht        | 0–3     | 0–3          |
| Astra Giurgiu       | 2–1         | West Ham United   | 1–1     | 1–0          |
| Fenerbahçe          | 5–0         | Grasshopper       | 3–0     | 2–0          |
| Panathinaikos       | 4–1[E]      | Brøndby           | 3–0     | 1–1          |
| Krasnodar           | 4–0         | Partizani Tirana  | 4–0     | 0–0          |
| Gent                | 6–1         | Shkëndija         | 2–1     | 4–0          |
| İstanbul Başakşehir | 1–4         | Shakhtar Donetsk  | 1–2     | 0–2          |
| SønderjyskE         | 2–3         | Sparta Prague     | 0–0     | 2–3          |
| Sassuolo            | 4–1         | Red Star Belgrade | 3–0     | 1–1          |
| IFK Göteborg        | 1–3         | Qarabağ           | 1–0     | 0–3          |
| Maccabi Tel Aviv    | 3–3 (4–3 p) | Hajduk Split      | 2–1     | 1–2 (s.h.p.) |

Ghi chú
1. ^ a b Thứ tự trận đấu bị đảo ngược so với lễ bốc thăm.

### Các trận đấu
| Astana                          | 2–0      | BATE Borisov |
| ------------------------------- | -------- | ------------ |
| - Kabananga 70' - Nurgaliev 80' | Chi tiết |              |

| BATE Borisov                             | 2–2      | Astana                         |
| ---------------------------------------- | -------- | ------------------------------ |
| - Gordeichuk 27' - Stasevich 89' (ph.đ.) | Chi tiết | - Maksimović 50' - Twumasi 76' |

Astana thắng với tổng tỷ số 4–2.
| Arouca | 0–1      | Olympiacos |
| ------ | -------- | ---------- |
|        | Chi tiết | Sebá 27'   |

| Olympiacos                   | 2–1 (s.h.p.) | Arouca   |
| ---------------------------- | ------------ | -------- |
| - Domínguez 94' - Ideye 113' | Chi tiết     | Gegé 80' |

Olympiacos thắng với tổng tỷ số 3–1.
| Midtjylland | 0–1      | Osmanlıspor          |
| ----------- | -------- | -------------------- |
|             | Chi tiết | Banggaard 20' (l.n.) |

| Osmanlıspor    | 2–0      | Midtjylland |
| -------------- | -------- | ----------- |
| Pinto 20', 50' | Chi tiết |             |

Osmanlıspor thắng với tổng tỷ số 3–0.
| Trenčín | 0–4      | Rapid Wien                          |
| ------- | -------- | ----------------------------------- |
|         | Chi tiết | - Schaub 32', 54', 83' - Schwab 73' |

| Rapid Wien | 0–2      | Trenčín                   |
| ---------- | -------- | ------------------------- |
|            | Chi tiết | - Lawrence 12' - Paur 35' |

Rapid Wien thắng với tổng tỷ số 4–2.
| Lokomotiva                       | 2–2      | Genk                               |
| -------------------------------- | -------- | ---------------------------------- |
| - Marić 52' (ph.đ.) - Fiolić 59' | Chi tiết | - Bailey 35' (ph.đ.) - Samatta 47' |

| Genk                      | 2–0      | Lokomotiva |
| ------------------------- | -------- | ---------- |
| - Samatta 2' - Bailey 50' | Chi tiết |            |

Genk thắng với tổng tỷ số 4–2.
| AEK Larnaca | 0–1      | Slovan Liberec |
| ----------- | -------- | -------------- |
|             | Chi tiết | Coufal 29'     |

| Slovan Liberec      | 3–0      | AEK Larnaca |
| ------------------- | -------- | ----------- |
| Sýkora 8', 15', 41' | Chi tiết |             |

Slovan Liberec thắng với tổng tỷ số 4–0.
| Dinamo Tbilisi | 0–3      | PAOK                                   |
| -------------- | -------- | -------------------------------------- |
|                | Chi tiết | - Matos 20' - Crespo 71' - Pereyra 83' |

| PAOK                           | 2–0      | Dinamo Tbilisi |
| ------------------------------ | -------- | -------------- |
| - Rodrigues 5' - Tzavellas 45' | Chi tiết |                |

PAOK thắng với tổng tỷ số 5–0.
| Austria Wien               | 2–1      | Rosenborg         |
| -------------------------- | -------- | ----------------- |
| - Grünwald 51' - Pires 53' | Chi tiết | Reginiussen 90+1' |

| Rosenborg           | 1–2      | Austria Wien                |
| ------------------- | -------- | --------------------------- |
| Gytkjær 59' (ph.đ.) | Chi tiết | - Grünwald 58' - Kayode 69' |

Austria Wien thắng với tổng tỷ số 4–2.
| Beitar Jerusalem | 1–2      | Saint-Étienne                    |
| ---------------- | -------- | -------------------------------- |
| Vered 8'         | Chi tiết | - Lemoine 15' - Rueda 30' (l.n.) |

| Saint-Étienne | 0–0      | Beitar Jerusalem |
| ------------- | -------- | ---------------- |
|               | Chi tiết |                  |

Saint-Étienne thắng với tổng tỷ số 2–1.
| Vojvodina | 0–3      | AZ                                |
| --------- | -------- | --------------------------------- |
|           | Chi tiết | - Wuytens 32', 83' - Friday 45+2' |

| AZ | 0–0      | Vojvodina |
| -- | -------- | --------- |
|    | Chi tiết |           |

AZ thắng với tổng tỷ số 3–0.
| Gabala                       | 3–1      | Maribor     |
| ---------------------------- | -------- | ----------- |
| - Zenjov 37' - Dabo 50', 52' | Chi tiết | Tavares 17' |

| Maribor     | 1–0      | Gabala |
| ----------- | -------- | ------ |
| Tavares 66' | Chi tiết |        |

Gabala thắng với tổng tỷ số 3–2.
| Slavia Prague | 0–3      | Anderlecht                               |
| ------------- | -------- | ---------------------------------------- |
|               | Chi tiết | - Sylla 49' - Teodorczyk 60' - Hanni 71' |

| Anderlecht                                                    | 3–0      | Slavia Prague |
| ------------------------------------------------------------- | -------- | ------------- |
| - Tielemans 22' (ph.đ.) - Teodorczyk 40' (ph.đ.) - Heylen 61' | Chi tiết |               |

Anderlecht thắng với tổng tỷ số 6–0.
| Astra Giurgiu | 1–1      | West Ham United   |
| ------------- | -------- | ----------------- |
| Alibec 83'    | Chi tiết | Noble 45' (ph.đ.) |

| West Ham United | 0–1      | Astra Giurgiu |
| --------------- | -------- | ------------- |
|                 | Chi tiết | Teixeira 45'  |

Astra Giurgiu thắng với tổng tỷ số 2–1.
| Fenerbahçe                          | 3–0      | Grasshopper |
| ----------------------------------- | -------- | ----------- |
| - Chahechouhe 4' - Stoch 72', 90+2' | Chi tiết |             |

| Grasshopper | 0–2      | Fenerbahçe                  |
| ----------- | -------- | --------------------------- |
|             | Chi tiết | - Fernandão 77' - Stoch 84' |

Fenerbahçe thắng với tổng tỷ số 5–0.
#invoke:football box
Bản mẫu:Football box
Panathinaikos thắng với tổng tỷ số 4–1.
Bản mẫu:Football box
Bản mẫu:Football box
Krasnodar thắng với tổng tỷ số 4–0.
Bản mẫu:Football box
Bản mẫu:Football box
Gent thắng với tổng tỷ số 6–1.
Bản mẫu:Football box
Bản mẫu:Football box
Shakhtar Donetsk thắng với tổng tỷ số 4–1.
Bản mẫu:Football box
Bản mẫu:Football box
Sparta Prague thắng với tổng tỷ số 3–2.
Bản mẫu:Football box
Bản mẫu:Football box
Sassuolo thắng với tổng tỷ số 4–1.
Bản mẫu:Football box
Bản mẫu:Football box
Qarabağ thắng với tổng tỷ số 3–1.
Bản mẫu:Football box
Bản mẫu:Football box
Tổng tỷ số hòa 3–3. Maccabi Tel Aviv thắng với tỷ số 4–3 trên chấm luân lưu 11m.

## Tốp ghi bàn
Có 626 bàn thắng được ghi trong 263 trận đấu ở vòng loại và vòng play-off, đạt tỷ lệ #expr: 626/263 round 2 bàn trong một trận.
| Xếp hạng | Cầu thủ                           | Đội bóng                     | Số bàn thắng | Phút đã chơi |
| -------- | --------------------------------- | ---------------------------- | ------------ | ------------ |
| 1        | Bản mẫu:Flagicon Teemu Pukki      | Bản mẫu:Flagicon Brøndby     | 6            | 613          |
| 1        | Bản mẫu:Flagicon Mirko Marić      | Bản mẫu:Flagicon Lokomotiva  | 6            | 661          |
| 1        | Bản mẫu:Flagicon Ivan Tričkovski  | Bản mẫu:Flagicon AEK Larnaca | 6            | 695          |
| 4        | Bản mẫu:Flagicon Kalifa Coulibaly | Bản mẫu:Flagicon Gent        | 5            | 255          |
| 4        | Bản mẫu:Flagicon Domenico Berardi | Bản mẫu:Flagicon Sassuolo    | 5            | 303          |
| 4        | Bản mẫu:Flagicon Theo Lewis Weeks | Bản mẫu:Flagicon Gabala      | 5            | 695          |

Nguồn tham khảo: